# Galium pusillum
Galium pusillum är en måreväxtart som beskrevs av Carl von Linné. Galium pusillum ingår i släktet måror, och familjen måreväxter. Inga underarter finns listade i Catalogue of Life.